# Philotelma rossii
Philotelma rossii är en tvåvingeart som först beskrevs av Canzoneri och Giuseppe Giovanni Antonio Meneghini 1979.  Philotelma rossii ingår i släktet Philotelma och familjen vattenflugor. Inga underarter finns listade i Catalogue of Life.